# Kirchensteuer (Deutschland)
Die Kirchensteuer in Deutschland ist eine Steuer, die Religionsgemeinschaften von ihren Mitgliedern zur Finanzierung der Ausgaben der Gemeinschaft erheben. In der Bundesrepublik Deutschland wird die Kirchensteuer von den Finanzämtern der jeweiligen Länder eingezogen, die dafür eine Aufwandsentschädigung einbehalten. Nach Art. 140 des Grundgesetzes (GG) in Verbindung mit Art. 137 der Weimarer Verfassung sind diejenigen Religions- und Weltanschauungsgemeinschaften, die eine Körperschaft des öffentlichen Rechts sind, berechtigt, Steuern zu erheben. Innerhalb des deutschen Staatskirchenrechts ist die Kirchensteuer ein Teil des Privilegienbündels aus Rechten und sonstigen Vorteilen, das öffentlich-rechtlichen Religionsgesellschaften eingeräumt wird. Die Kirchensteuer gehört zu den Res mixtae, d. h. Sachgebieten, die als gemeinsame Angelegenheiten sowohl staatliche Angelegenheit als auch Angelegenheit von Religions- und Weltanschauungsgemeinschaften sind.
In Deutschland trägt die Kirchensteuer neben den Staatsleistungen und Subventionen zur Kirchenfinanzierung bei. Im Jahr 2023 erhielt die Römisch-katholische Kirche in Deutschland etwa 6,51 Milliarden Euro (330 Millionen Euro bzw. 5 % weniger als im Vorjahr) Kirchensteuer und die Evangelische Kirche in Deutschland nahm 5,9 Milliarden Euro (5,3 % weniger als im Vorjahr) ein. In den vorangegangenen Jahren waren die Steuereinnahmen der Kirchen trotz sinkender Mitgliederzahlen gestiegen. Ein Wiederanstieg in den nächsten Jahren wird erwartet.
Die zusätzlichen Staatsleistungen sowie diverse zweckgebundene Zahlungen betrugen im Jahr 2012 insgesamt 460 Millionen Euro.
Die Bemessungsgrundlagen für die Kirchensteuern sind die Einkommensteuer bzw. Lohnsteuer (Kircheneinkommensteuer, Kirchenlohnsteuer), welche nach Maßgabe des § 51a EStG zu ermitteln ist. Rechtlich möglich ist auch die Erhebung der Kirchensteuer als Zuschlag zur Vermögensteuer sowie zum Solidaritätszuschlag, jedoch haben die Kirchen in Deutschland bisher auf diese beiden Möglichkeiten verzichtet. Das Kirchgeld in glaubensverschiedener Ehe, ebenfalls eine Kirchensteuer, knüpft an den „Lebensführungsaufwand“ einer Ehe an. In einigen Bundesländern wird eine Mindestbetrags-Kirchensteuer eingezogen. Die Höhe der Kirchensteuer wird von den Kirchenleitungen festgesetzt. Rechtskraft erhalten die kirchlichen Festsetzungen durch die Zustimmung der jeweiligen Landesparlamente zu ihren Kirchensteuergesetzen.
Die Kirchensteuer ihrer Mitglieder macht den größten Teil der Einnahmen der Kirchen aus, beispielsweise betrugen sie beim Kölner Erzbistum im Jahr 2011 etwa 79 Prozent, was 706 Millionen Euro entspricht.
Der staatliche Steuereinzug für Religions- und Weltanschauungsgemeinschaften ist eine deutsche Besonderheit. Er ist durch das Grundgesetz (Artikel 140) legitimiert und im Einkommensteuergesetz, einem Bundesgesetz, näher geregelt.
Im Folgenden ist nur von der Kirchensteuer die Rede, die an die Lohn- und Einkommensteuer anknüpft (Annexsteuer).

## Geschichte

### 19. Jahrhundert
Von einer Kirchensteuer im heutigen Verständnis kann ansatzweise erst seit Beginn des 19. Jahrhunderts gesprochen werden. Durch den Reichsdeputationshauptschluss von 1803 wurde den weltlichen Fürsten des Reiches eine Entschädigung für die im Frieden mit Frankreich (Lunéville 1801) besiegelte Abtretung ihrer linksrheinischen Gebiete (an Frankreich) zugesichert. Im Zug dieser Entschädigung wurden fast alle rechtsrheinischen reichsunmittelbaren geistlichen Gebiete auf die zu entschädigenden Territorialherren aufgeteilt (Ausnahme unter anderem das Bistum Regensburg). Ferner wurde diesen zugestanden, auch die Güter der in ihren Ländern gelegenen fundierten Stifte, Abteien und Klöster einzuziehen. Davon machten alle, außer den Habsburgern, Gebrauch.
Das gesamte Vermögen in der Hand der Kirchen, geistlicher und religiöser Institutionen, das die öffentliche Funktion der Kirche betraf, wurde von der öffentlichen Gewalt beansprucht. Das für die Seelsorge, die Caritas und unter Umständen noch für den Unterricht vorhandene Vermögen wurde nicht nur von der Säkularisation ausgenommen, sondern auch ausdrücklich vor jeder Zweckentfremdung geschützt.
Nach 1803 gab es nur noch das der Seelsorge dienende „eigentümliche Kirchengut“. Es befand sich fast ausschließlich bei den einzelnen Gemeinden und umfasste drei Arten von Vermögensträgern:
- zunächst die Pfründe, darunter versteht man die Vermögensmasse, aus deren Ertrag die Versorgung des jeweiligen Stelleninhabers bestritten wird;
- dann die Kirchenstiftung, jenes Erwerbsvermögen, mit dem sowohl die Unterhaltungskosten für die der Seelsorge dienenden Gebäude als auch alle Auslagen für den Gottesdienst zu bestreiten sind;
- schließlich noch Stiftungen für Arme, Kranke und für Schulen, soweit Stiftungen mit solcher Zielsetzung in einzelnen Gemeinden vorhanden waren.

In vielen konkreten Fällen blieb dem säkularisierenden Staat weiterhin die Sorge für den Unterhalt von Kirche und Pfarrei. Die staatlichen Behörden begannen nach 1803, die kirchlichen Bedürfnisse finanziell zu decken. Für einige Zeit kamen sie auch mit den vorhandenen Finanzmitteln zurecht. Doch die finanziellen Aufgaben der Kirche wuchsen: Ursachen dafür waren prinzipiell die Bevölkerungszunahme, die beginnende Industrialisierung und das Entstehen großer Städte. Außerdem setzte langsam eine Binnenwanderung ein. In den wichtigsten industriellen Ballungsräumen wurde durch Zuwanderung die bisherige konfessionelle Geschlossenheit aufgebrochen. Es entstanden Diasporagemeinden. Die politischen Gemeinden konnten zur Finanzierung dieser Aufgaben nicht mehr angehalten werden. Denn zur gleichen Zeit vollzog sich die Trennung von politischer und kirchlicher Gemeinde (siehe Trennung von Kirche und Staat). Es kamen weitere Beeinträchtigungen der Kirchen hinzu: Im Gefolge der revolutionären Bewegungen von 1848 fielen viele am Grundbesitz haftenden dinglichen und persönlichen Leistungen, also Zehnt und andere Abgaben in Geld und Naturalien sowie persönliche Handdienste weg. Die kirchlichen Vermögensträger erhielten für diese Ertragsminderung des Vermögens keine unmittelbare Entschädigung.
Stattdessen wurde den Kirchen angesichts dieser und anderer Einnahmeminderungen ein Besteuerungsrecht aufgezwungen, um sich staatlicherseits zu entlasten. Konkret überließ die Frankfurter Reichsverfassung (FRV) die Kirchensteuergesetzgebung den Einzelstaaten, erlegte ihnen aber zugleich gewisse grundrechtliche Beschränkungen auf. Diese folgten namentlich aus dem Nichtoffenbarungsrecht gemäß § 144 Absatz 2 FRV und aus dem Paritätsgebot nach § 147 Absatz 2 Halbsatz 1 FRV.
So begann 1827 in Lippe-Detmold die Einführung der Kirchensteuer, nachdem sie 1808 in Preußen noch gescheitert war. Es folgten 1831 Oldenburg, 1835 die preußischen Provinzen Rheinland und Westfalen durch die Rheinisch-Westfälische Kirchenordnung, 1838 Königreich Sachsen, 1875 Großherzogtum Hessen, 1888 Baden, 1892 Königreich Bayern. In Preußen wurde im Zuge des Kulturkampfes nach dem Brotkorbgesetz gegen den ausdrücklichen Willen der katholischen Kirche am 20. Juni 1875 das Gesetz über die Vermögensverwaltung in den katholischen Kirchengemeinden erlassen. Es sah in § 21 Abs. 7 vor, dass der Kirchenvorstand sich mit Zustimmung der Gemeindevertretung die zu „den kirchlichen Bedürfnissen erforderlichen Geldmittel oder Leistungen“ von den Kirchenmitgliedern beschaffen dürfe. Diese Abkehr von der bis dahin gültigen Finanzierung aus den auch von Andersgläubigen bezahlten Steuermitteln wird mitunter als erstmalige Erwähnung einer Kirchensteuer im preußischen Gesetz angesehen. Die tatsächliche Kirchensteuer im heutigen Sinn führte Preußen jedoch erst mit dem Gesetz, betreffend die Erhebung von Kirchensteuern in den katholischen Kirchengemeinden und Gesamtverbänden vom 14. Juli 1905 flächendeckend ein sowie für die evangelischen Gemeinden mit ähnlichen Gesetzen in den Jahren 1905 und 1906.
Das staatliche Hoheitsrecht wurde zunächst nicht allen Kirchengemeinden gegeben und sollte auch kein Recht auf Dauer sein. Die Kirchensteuer wurde also auf Initiative des Staates eingerichtet und war von ihrem Ursprung her nur als zusätzliche Hilfsquelle für besondere Aufgaben einer einzelnen Gemeinde gedacht.
Der Staat wachte streng über dieses von ihm verliehene Hoheitsrecht. Steuern durften grundsätzlich nur für Bedürfnisse der eigenen Gemeinde erhoben werden. Waren diese Bedürfnisse hoch, dann konnte vor der staatlichen Behörde ein entsprechend hoher Hebesatz beantragt werden. So kam es dazu, dass in der einen Gemeinde überhaupt keine Kirchensteuer erhoben wurde, in einer anderen dagegen eine Steuer mit einem Hebesatz von 4 Prozent und in einer dritten eine mit einem Hebesatz von beispielsweise 22 Prozent. Reichere Gemeinden durften ihren ärmeren Schwestergemeinden nicht ausgleichend zur Hilfe kommen. Allerdings sah der staatliche Gesetzgeber den Zusammenschluss mehrerer Gemeinden zu einem Kirchensteuerverband vor. In Berlin schlossen sich nach 1895 alle protestantischen Gemeinden zu einem Ortskirchensteuerverband zusammen. Damit gab die Einzelgemeinde das ihr vom Staat verliehene Hoheitsrecht an den Ortsverband ab. Doch bei weitem nicht alle Städte akzeptierten derartige Zusammenlegungen, viele fürchteten um ihre finanzielle Autonomie. Die staatliche Kirchensteuergesetzgebung war demnach ein fast vollständig auf die einzelne Ortsgemeinde zugeschnittenes Gesetz.
Mit dem Ziel, zu einer Selbstfinanzierung der Kirchen und dementsprechend zu einer stärkeren Entflechtung von Staat und Kirche zu kommen, wurden landesweite Kirchensteuern eingeführt, so 1887 in Württemberg, 1905/06 in Preußen (siehe oben) und 1912 im Königreich Bayern.

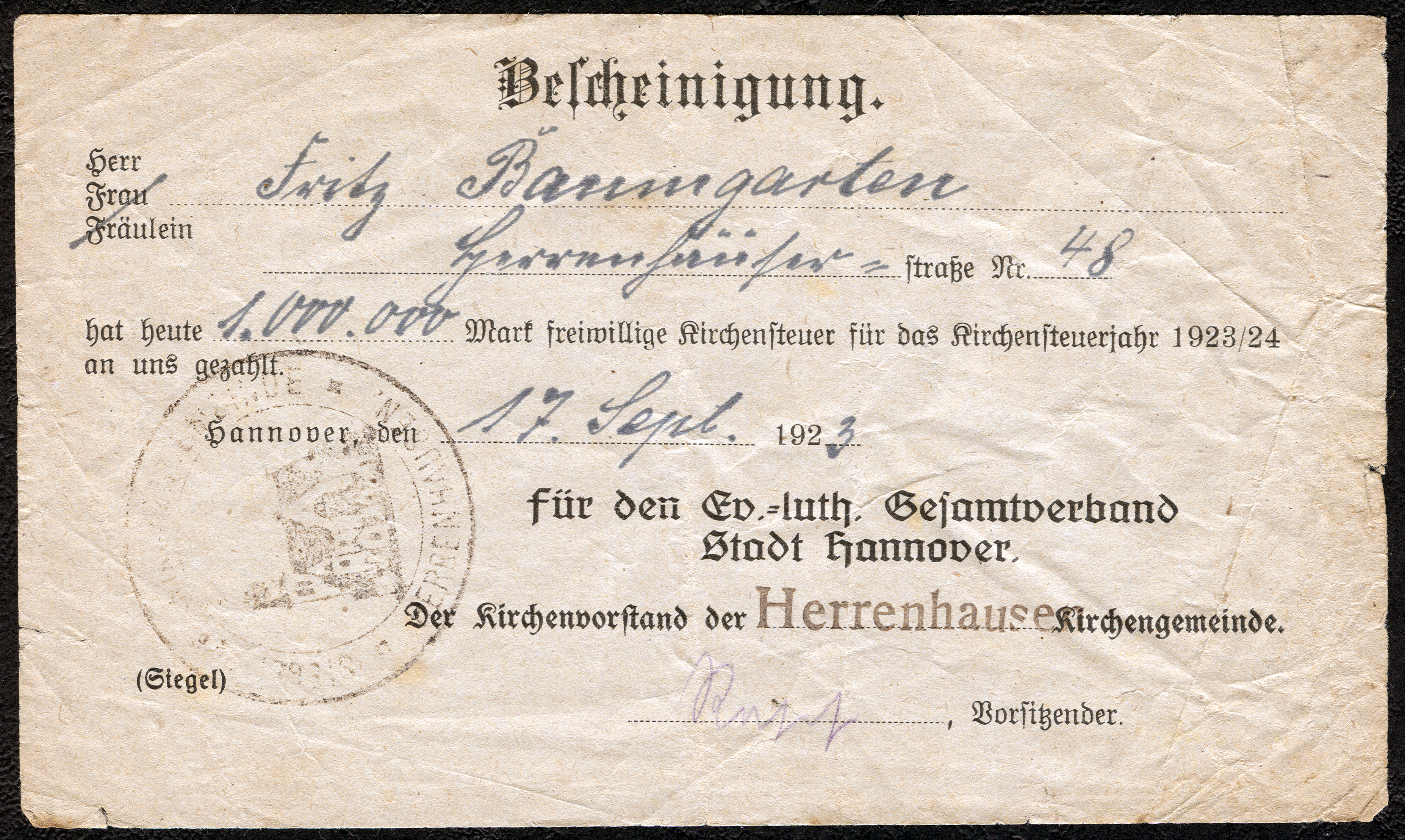
Zahlbescheinigung 1923 der Herrenhäuser Kirchengemeinde zur Zeit der deutschen Hyperinflation

### Weimarer Republik
1919 wurde die Kirchensteuer in der Weimarer Verfassung verankert. In Artikel 137, Absatz 6 heißt es: „Die Religionsgesellschaften, welche Körperschaften des öffentlichen Rechtes sind, sind berechtigt, auf Grund der bürgerlichen Steuerlisten nach Maßgabe der landesrechtlichen Bestimmungen Steuern zu erheben.“ Tatsächlich wurde in den folgenden Jahren durch die Reichsabgabenordnung von 1919 und durch Landesgesetze der staatliche Einzug der Kirchensteuern eingeführt.

### Zeit der nationalsozialistischen Herrschaft
Das Reichskonkordat von 1933 zwischen dem Deutschen Reich und dem Heiligen Stuhl sicherte, wie schon die während der Weimarer Republik geschlossenen Konkordate Badisches Konkordat, Bayerisches Konkordat (1924) und Preußenkonkordat, der katholischen Kirche weiterhin das Recht auf Erhebung von Kirchensteuern zu (Schlussprotokoll zu Artikel 13). Während NS-Ideologen den Einfluss der Kirchen zurückdrängen wollten (vergleiche Kirchenkampf), blieb die Kirchensteuer zunächst unangetastet. 1934 führten die Nationalsozialisten den Kirchensteuereinzug durch den Arbeitgeber als „staatliche“ Aufgabe zum 1. Januar 1935 ein, indem sie die Kirchensteuer einheitlich auf die seit 1920 durch den Arbeitgeber in staatlichem Auftrag einzuziehende Lohnsteuer erheben ließen. Die Lohnsteuerkarte wurde um den Eintrag „Konfession“ erweitert. Erst zum 1. Dezember 1941 beschloss die Reichsregierung per Gesetz, die staatliche Mithilfe bei der Erhebung der Kirchensteuer zu verweigern, beließ jedoch den Eintrag auf der Lohnsteuerkarte. Das führte 1943 beispielsweise in Bayern dazu, die Kirchensteuer wieder durch eigene Kirchensteuerämter einzutreiben. Vor 1945 betrug die Abgabe pro Person und Jahr circa zwei bis drei Mark. Die Beträge wurden von den Kirchen selbst eingezogen.

### DDR
In der DDR wurde den öffentlich-rechtlichen Religionsgemeinschaften mit der Verfassung der DDR von 1949 in Artikel 43 Absatz 2 zunächst weiterhin das Recht zugestanden, von ihren Mitgliedern Steuern auf Grund der staatlichen Steuerlisten nach Maßgabe der allgemeinen Bestimmungen zu erheben. Das entsprach den früheren Regelungen der Weimarer Reichsverfassung. Die Finanzämter durften dann allerdings den Religionsgemeinschaften ab Mitte der 1950er Jahre die der Kirchensteuer zugrundezulegenden Steuerdaten nicht mehr zur Verfügung stellen. Daraufhin wurde das jeweilige Einkommen von den Kirchensteuerstellen mangels Unterlagen geschätzt. Mit einer Rundverfügung des Ministeriums der Justiz der DDR vom 10. Februar 1956 wurde außerdem die Zwangsvollstreckung wegen Beiträgen von Parteien, Massenorganisationen und Religionsgemeinschaften für unzulässig erklärt. Damit entfiel für die Kirchen auch die Möglichkeit, die Zahlung von Kirchensteuern gerichtlich durchzusetzen und zwangsweise einziehen zu lassen. Die Kirchensteuer wurde so zu einem Finanzierungsbeitrag der Kirchenmitglieder auf der Basis freiwilliger Zahlungen. Das alles geschah in einer Phase der Konfrontation von Christen und Kirchen mit dem Staatsapparat der DDR.
Die Kirchensteuer wurde aber weiterhin und ausschließlich nach innerkirchlichen Regelungen erhoben. Auch die Bezeichnung Kirchensteuer wurde beibehalten. Der Kirchensteuersatz war relativ niedrig und richtete sich nach dem Nettoeinkommen, das vom steuerzahlenden Gemeindemitglied selbst mitgeteilt wurde.
In der zweiten Verfassung der DDR von 1968 wurde in dem die Kirchen und Religionsgemeinschaften betreffenden Artikel 39 Absatz 2 eine Aussage zum Besteuerungsrecht nicht mehr aufgeführt.

### Bundesrepublik Deutschland
Das Grundgesetz für die Bundesrepublik Deutschland übernahm 1949 durch Art. 140 die Weimarer Regelung. Nachdem die Kirchen ihre Beiträge zuvor selbst eingezogen hatten, wurden diese seit dem Ende der Währungsreform für die Kirchen vom Staat eingezogen. In jedem Bundesland gilt ein eigener Staatsvertrag mit den anerkannten Religionsgemeinschaften.
Die Diskussion um die Legitimität der Kirchensteuer in der säkularen deutschen Republik galt noch bis in die 1990er Jahre hinein als ein politisches Tabu. Dennoch kam es spätestens seit 1969 in Deutschland immer wieder zu einer öffentlichen Diskussion über Legitimität und Umfang der Kirchensteuer. Neben der Frage nach einer Vereinheitlichung der in den einzelnen Ländern unterschiedlich hohen, zwischen acht und zehn Prozent liegenden Höhe, kam es seit Mitte der 1960er Jahre zu mehreren grundsätzlichen juristischen Auseinandersetzungen. 1965 erklärte das Bundesverfassungsgericht nach einem elfjährigen Rechtsstreit zum Halbteilungsgrundsatz die bis dahin gültige Praxis für verfassungswidrig. Nach dieser musste ein konfessionsloser Ehemann für seine der Kirche angehörende, aber nicht mitverdienende Ehefrau Kirchensteuer bezahlen. Auf Basis des Halbteilungsgrundsatzes hatten die Kirchen bis dahin die Hausfrauentätigkeit halb so hoch wie die Einkünfte des Ehemannes festgesetzt und somit die Hälfte seines Einkommens zur Bemessung der Kirchensteuer benutzt. Zum gleichen Zeitpunkt entschied das Bundesverfassungsgericht, dass nur ein einzelner, nicht aber eine juristische Person, wie etwa eine Aktiengesellschaft, Mitglied einer Kirche sein kann. In Folge dieser Entscheidung durfte die in Baden bei Unternehmen bis dahin erhobene sogenannte Kirchenbausteuer nicht mehr eingezogen werden. Von 1967 bis 1991 verfünffachten sich die Steuereinnahmen der großen Kirchen von 3 auf 15,2 Milliarden Mark.
Seit den 1970er Jahren kommt es zwischen Staat und Kirchen wiederholt zu Diskussionen über Höhe und Umfang der Kirchensteuer. 1974 verabschiedete die FDP auf ihrem Bundesparteitag den Beschluss „Freie Kirche in einem freien Staat“. Eine der Forderungen lautet: „Die auf Gesetz, Vertrag oder besonderen Rechtstiteln beruhenden Staatsleistungen an die Kirchen sind abzulösen.“ Der Beschluss blieb folgenlos.
1985 kam es zu einer Auseinandersetzung zwischen den Kirchen und den Finanzministern der Länder um die bei der Steuererhebung anfallende „Verwaltungskostenvergütung“ der Bundesländer. Diese betrug zu diesem Zeitpunkt 3 % bis 4,5 % der einbehaltenen Kirchensteuer. Das umstrittene Volumen belief sich in diesem Jahr auf rund 330 Millionen Mark. Mit der Wiedervereinigung wurde das Kirchensteuerrecht wieder auf dem ehemaligen Staatsgebiet der DDR gültig, dies führte bei vielen Ostdeutschen zu Irritationen.
In den 1990er Jahren wuchs die Kritik an der Kirchensteuer. Der Katholik und Bundesarbeitsminister Norbert Blüm stellte 1994 die Kirchensteuer zur Disposition, nachdem er sich darüber geärgert hatte, dass die katholischen Bischöfe sich intensiv gegen sein Modell sperrten, das vorsah, im Rahmen einer Reform einen kirchlichen Feiertag zu opfern. Blüm erklärte in diesem Zusammenhang: „So sicher wie manche Bischöfe glauben ist das Kirchensteuersystem nicht“. Im Jahr 2001 nahmen die beiden großen Kirchen von ihren Mitgliedern durch Kirchensteuern jährlich rund 17 Milliarden Mark ein, rund 8 Milliarden Mark bei den Evangelischen, etwa 9 Milliarden Mark bei den Katholiken.
Eckhard Nagel, Präsident des 30. Deutschen Evangelischen Kirchentages 2005, stieß im Jahr 2005 erneut eine Debatte zur Abschaffung der Kirchensteuer an. Er forderte, die großen Religionsgemeinschaften müssten langfristig ohne staatliche Hilfe auskommen. Nachdem andere Kirchenvertreter mit Entsetzen auf diese Feststellung reagierten, relativierte er seine Aussage und erklärte, eine Ergänzung zur Kirchensteuer sei notwendig, wie etwa neue Stiftungsmodelle oder ein Kirchgeld, das es in einigen Bundesländern bereits gebe. Ein Vertreter der katholischen Kirchenvolksbewegung Wir sind Kirche hielt Nagels Vorstoß für „überlegenswert“. „Es ist gut, dass Herr Nagel dieses Tabu gebrochen hat“, dieser habe ja eigentlich nur offen ausgesprochen, dass angesichts von Steuerreformen auch die Kirchensteuer nicht unbedingt auf Dauer gesichert sei.
Im Jahr 2012 entschied das Bundesverwaltungsgericht, dass ein reiner Austritt aus der Kirchensteuer, aber nicht aus der katholischen Kirche als Glaubensgemeinschaft, in Deutschland nicht möglich ist. Das Urteil gilt als Grundsatzentscheidung. Zu seinem Zeitpunkt traten in Deutschland jedes Jahr mehr als 100.000 Menschen aus der katholischen Kirche aus. Die entsprechende Problematik im Spannungsfeld zwischen Kirchen- und Steuerrecht war bereits 1974 Gegenstand medialer Berichterstattung. Mittlerweile ist durch Allgemeines Dekret der Deutschen Bischofskonferenz vom 15. März 2011 (seit September 2012 in Geltung) festgelegt, dass Katholiken, die aus der Kirche austreten, von den Sakramenten der Kirche ausgeschlossen sind und keine kirchlichen Ämter bekleiden dürfen.
Im Jahr 2019 entschied das Berliner Verwaltungsgericht, dass eine durch Säuglingstaufe erworbene Kirchenmitgliedschaft auch dann bestehen bleibt, wenn noch im Kleinkindalter beide Eltern aus der Kirche ausgetreten sind. Im verhandelten Fall wurde eine religionslos erzogene 66-jährige Frau, die nie eine Kirche besucht hatte, für kirchensteuerpflichtig erklärt und musste für zwei Jahre nachträglich Kirchensteuern zahlen.

## Zur gegenwärtigen Situation

### Rechtsgrundlagen für die Erhebung von Kirchensteuern
Zu den rechtlichen Voraussetzungen der Erhebung von Steuern für Religions- und Weltanschauungsgemeinschaften zählen:
1. die Anerkennung einer Religions- und Weltanschauungsgemeinschaft/-organisation als Körperschaft des öffentlichen Rechts
2. Steuerbeschlüsse der zuständigen Leitungsgremien (zum Beispiel in der Evangelischen Kirche im Rheinland die Presbyterien, in der Protestantischen Landeskirche der Pfalz die Landessynode), in der katholischen Kirche die Kirchensteuerräte der jeweiligen (Erz-)Bistümer, Vorstand einer Weltanschauungsgemeinschaft
3. die Zustimmung der jeweiligen Parlamente der Bundesländer zu den Steuergesetzen der entsprechenden Gemeinschaften oder Organisationen
4. die Mitgliedschaft der zu besteuernden natürlichen Person. Diese beginnt bei christlichen Kirchen grundsätzlich mit der Taufe. Durch die Kirchenaustrittserklärung, je nach Bundesland vor dem Amtsgericht oder dem Standesamt, erlischt die Mitgliedschaft und folglich die Steuerpflicht.

Die Kirchensteuern unterliegen grundsätzlich der kirchlichen Verwaltung. Die Kirchen haben jedoch die Möglichkeit, die Verwaltung der Kirchensteuern auf die Landesfinanzbehörden zu übertragen, was bisher regelmäßig auch erfolgt ist. Für die Verwaltung der Kirchensteuer durch die Landesfinanzbehörden entrichten die Religionsgemeinschaften eine Verwaltungskostenentschädigung an die jeweiligen Bundesländer.
Mit dem Unternehmensteuerreformgesetz 2008 vom 14. August 2007, dem Jahressteuergesetz 2008 vom 20. Dezember 2008 sowie dem BeitrRLUmsG vom 7. Dezember 2011 wurden die Verfahren zur Einbehaltung der Kirchensteuer auf Lohnsteuer und Abgeltungssteuer so fortentwickelt, dass nunmehr auch das Bundeszentralamt für Steuern, als Bundesbehörde, in die Verwaltung der Kirchensteuer eingebunden ist (vgl. dazu Tz. 10.1).

### Kirchensteuergesetze der Länder
Die einzelnen Bundesländer haben eigene – meist weitgehend inhaltsgleiche – Kirchensteuergesetze und Kirchensteuerverordnungen erlassen, darin werden die Kirchensteuerpflicht, die Kirchensteuersätze und Verwaltungsfragen geregelt.

### Steuersätze
Der Kirchensteuersatz beträgt derzeit (2019) in Bayern und Baden-Württemberg 8 %, in den übrigen Bundesländern 9 % der Einkommensteuer. Bemessungsgrundlage für die Kirchensteuer ist die veranlagte und im Abzugsverfahren erhobene Einkommensteuer. Die von den Kirchensteuergesetzen der Bundesländer eröffnete Möglichkeit, die Kirchensteuer unmittelbar vom zu versteuernden Einkommen zu berechnen, wird nicht wahrgenommen. Sind Kinder zu berücksichtigen oder enthält das zu versteuernde Einkommen (zvE) Einkünfte aus Gewerbebetrieb oder Einkünfte, die nach dem sog. Teileinkünfteverfahren besteuert werden, sind das zvE und die darauf entfallende Einkommensteuer gem. § 51a Abs. 2 EStG für Zwecke der Kirchensteuer gesondert zu berechnen.
Auch im Rahmen der Kapitalertragsteuer wird die Kirchensteuer mit 8 % bzw. 9 % berücksichtigt. Bei der Berechnung der Kirchensteuer für die Kapitalertragsteuer wird bereits berücksichtigt, dass die Kirchensteuer die Bemessungsgrundlage der Einkommensteuer analog eines Sonderausgabenabzugs reduziert, vgl. Kapitalertragsteuer und Kirchensteuer.
Die Kirchensteuergesetzgebung der meisten Länder (Ausnahme: Bayern) und die entsprechenden Regelungen der meisten evangelischen Landeskirchen und der römisch-katholischen (Erz-)Bistümer ermöglichen Kirchenmitgliedern eine „Kappung“ der Kirchensteuer. Diese führt bei hohen Einkommen, die über der so genannten Kappungsschwelle liegen, zur Begrenzung der Kirchensteuer auf 2,75 bis 3,5 Prozent des zu versteuernden Einkommens. In der Mehrzahl der Länder erfolgt die Kappung von Amts wegen: Das Finanzamt berücksichtigt die für den Kirchensteuerpflichtigen günstigste Regelung. In Berlin, Baden-Württemberg, Hessen, Nordrhein-Westfalen, Rheinland-Pfalz und im Saarland wird die Kappung nur auf Antrag gewährt.
In einigen Regionen wird Kirchensteuer vom Grundbesitz (zum Beispiel 10 % des Grundsteuermessbetrages) erhoben.

### Kirchgeld
Daneben gibt es lokal das allgemeine Kirchgeld für Personen, die keine inländischen Steuern zahlen, und das besondere Kirchgeld bei gemeinsamer Veranlagung mit einem nicht kirchensteuerpflichtigen Ehepartner. Das Kirchgeld wurde zwischen 1928 und 1935 erstmals in Deutschland eingeführt. Seine endgültige Einführung Ende der 1960er Jahre, nach dem Urteil des Bundesverfassungsgerichtes zum Halbteilungsgrundsatz im Jahre 1965, stieß seitens Datenschutzbeauftragter und Steuerzahlerbund auf Bedenken.
In Bayern wird von den örtlichen Steuerverbänden – dies sind die Kirchengemeinden als Körperschaften öffentlichen Rechts – als besondere Form der Kirchensteuer das Kirchgeld erhoben. Gesetzliche Grundlage für das allgemeine Kirchgeld ist Art. 20 BayKiStG. Für die bayerischen Diözesen wurde eine entsprechende Ordnung erlassen, die in Art. 20 ff die Erhebung des Kirchgelds regelt. Es handelt sich wohl um eine gesetzliche Kirchensteuerpflicht, jedoch wird aufgrund der geringen Höhe das Kirchgeld von den Kirchenverwaltungen nicht eingetrieben, sondern es werden die Kirchenmitglieder gebeten, ihre gesetzliche Pflicht zu erfüllen.
Auch die katholische Bistumsverwaltung der Diözese Hildesheim in Niedersachsen erhebt nach dem Gesetz über die Neufassung der Kirchensteuerverordnung im Bereich des Landes Niedersachsen ein Ortskirchgeld für Gemeindemitglieder ab dem 21. Lebensjahr. Informiert werden die Gemeindemitglieder durch einen entsprechenden jährlichen Kirchgeldbescheid, dabei sind Bürgergeld- und Sozialhilfeempfänger, Studenten, Schüler, Auszubildende, Soldaten und Zivildienstleistende von der Zahlung befreit. Entsprechende Kirchgeldzahlungen sind als Sonderausgabe steuerlich voll abzugsfähig.
Die Kirchensteuer- und Kirchgeldpflichtigen stufen sich einkommensabhängig selbst ein und überweisen einmal jährlich bis zu 115 Euro. Um die Notwendigkeit für diese Einnahme zu vermitteln, die offiziell ein Teil der Kirchensteuer ist, kommt das Kirchgeld festen Projekten zugute, über die die Dekanate die Kirchensteuerpflichtigen informieren.

### Kirchensteuer bei nicht-ganzjähriger Kirchenmitgliedschaft
Nach einem Kirchenaustritt endet die Kirchensteuerpflicht am Ende des Austrittsmonats oder je nach Land einen Monat später. Trotzdem kann das gesamte Einkommen eines Jahres, in dem man zeitweilig einer Kirche angehört hat, zur Pflicht von Kirchensteuerzahlungen führen. Lediglich die Höhe der fälligen Kirchensteuer hängt davon ab, wie lange man im betreffenden Jahr kirchensteuerpflichtig war. Das ist dadurch zu erklären, dass die Kirchensteuer aus der Jahreseinkommensteuer errechnet wird. Im Austrittsjahr wird die Kirchensteuer so berechnet, wie es im Kirchensteuergesetz des Bundeslandes Nordrhein-Westfalen beschrieben ist: „Besteht die Kirchensteuerpflicht nicht während des ganzen Kalenderjahres, wird für jeden Kalendermonat, in dem die Kirchensteuerpflicht gegeben ist, je ein Zwölftel des Betrages erhoben, der sich bei ganzjähriger Kirchensteuerpflicht als Jahressteuerschuld ergeben würde.“ Das bedeutet, dass jemand, der in der Zeit der Kirchensteuerpflicht keinerlei Einkommen hatte, trotzdem Kirchensteuer zahlen muss, wenn er nach Beendigung der Kirchensteuerpflicht in demselben Kalenderjahr noch einkommensteuerpflichtiges Einkommen erzielt hat.

## Kirchensteuereinzug durch den Staat

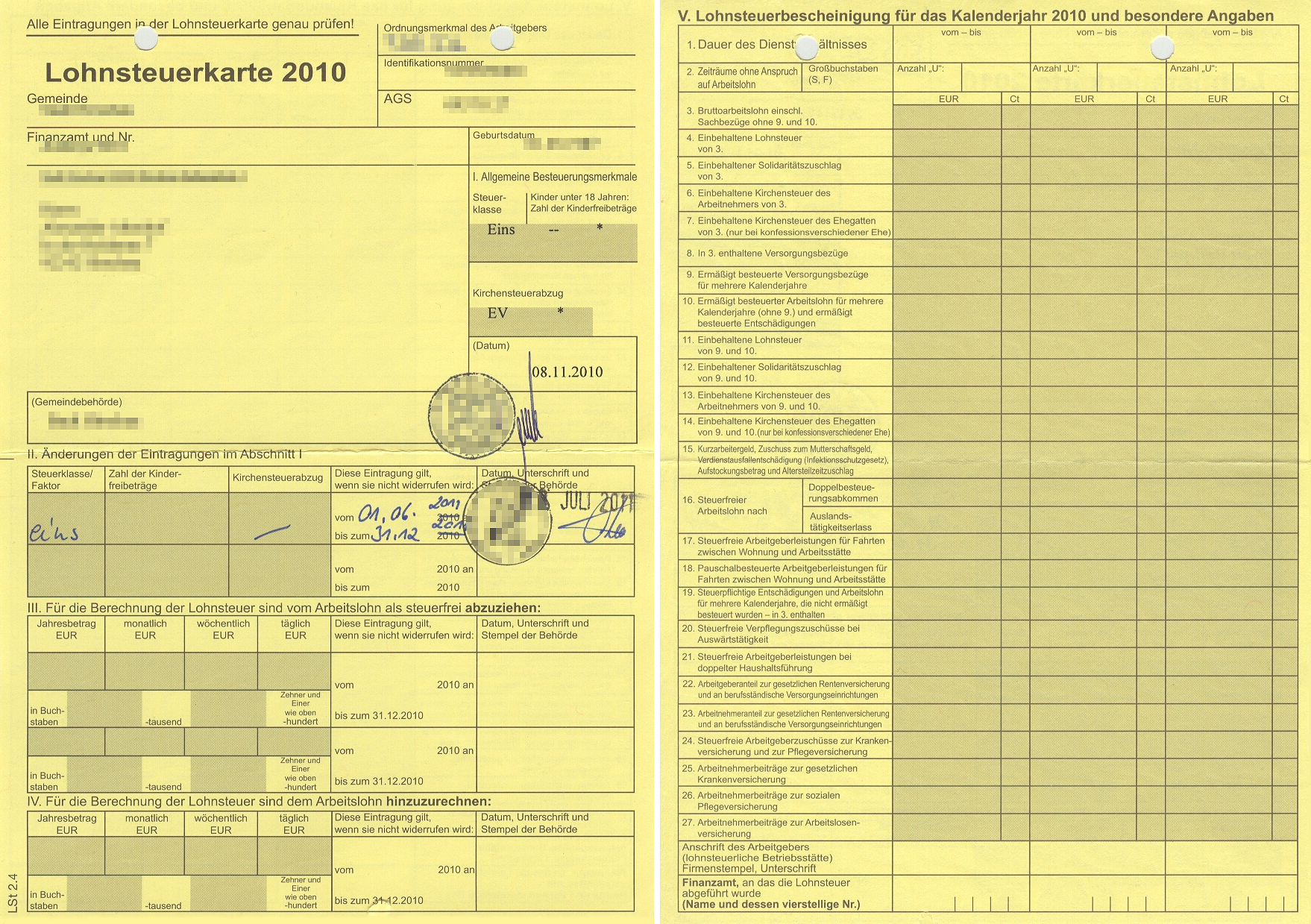
In diesem Bildbeispiel einer Lohnsteuerkarte wurde wegen des Austritts aus der evangelischen Kirche (EV) der Kirchensteuerabzug eingestellt.

Derzeit nutzen folgende Kirchen und Organisationen die Möglichkeit des Kirchensteuereinzugs durch staatliche Organe:
- die Gliedkirchen der EKD; Konfessionsmerkmal: „ev“ (Kennzahl „61“ bei der Lohnsteuer-Anmeldung)[37]
- die Bistümer der Römisch-Katholischen Kirche; Konfessionsmerkmal: „rk“ (Kennzahl „62“[37])
- das Katholische Bistum der Alt-Katholiken in Deutschland; Konfessionsmerkmal: „ak“ (Kennzahl „63“[37])
- die Freireligiösen Gemeinden (Landesgemeinden Baden, Mainz, Offenbach und Pfalz)
- die Unitarische Religionsgemeinschaft Freie Protestanten
- die jüdischen Gemeinden („Kultussteuer“, Kennzahl „64“[37])
- die Freie Religionsgemeinschaft Alzey in Rheinhessen (Humanistische Gemeinde Freier Protestanten) (Freiprotestanten)

Die Länder behalten als Entgelt für den Einzug der Kirchensteuer je nach Land unterschiedlich 2 % (Bayern) bis 4,5 % (im Saarland) des Kirchensteueraufkommens ein, in der Regel 3 %.

## Kirchensteuereinzug durch die Kirchengemeinde
Folgende Kirchen in Hamburg, die Körperschaften des öffentlichen Rechts sind, ziehen ihre Kirchensteuern gem. § 8 Abs. 1 HmbKiStG selbst ein:
- die Evangelisch-reformierte Kirche in Hamburg,
- die Dänische Seemannskirche in Hamburg,
- die Mennonitengemeinde zu Hamburg und Altona

Folgende Kirchengemeinde in Berlin mit eigener Verfassung innerhalb der Berlin-Brandenburgischen Landeskirche zieht ihre Kirchensteuern gem. § 1 KiStG-Berlin selbst ein:
- die Französische Kirche zu Berlin (französisch-reformierte Hugenottengemeinde)

## Verzicht auf den Einzug von Kirchensteuern
Die folgende Auswahl listet Religions- und Weltanschauungsgemeinschaften auf, die in ganz Deutschland oder einzelnen Bundesländern Körperschaften des öffentlichen Rechts sind und deshalb das Recht zur Erhebung der Kirchensteuer haben, aber trotzdem keine Kirchensteuer erheben:

### Religionsgemeinschaften
- die Ahmadiyya Muslim Jamaat (in Hessen und Hamburg als Körperschaft des öffentlichen Rechts anerkannt)
- die Alevitische Gemeinde Deutschland (in verschiedenen Bundesländern als Körperschaft des öffentlichen Rechts anerkannt)
- die Arbeitsgemeinschaft Mennonitischer Gemeinden in Deutschland bzw. ihre Gemeinden; Ausnahme: Mennonitengemeinde zu Hamburg und Altona, s. o.
- der Nationale Geistige Rat der Bahá'í in Deutschland
- der Bund Evangelisch-Freikirchlicher Gemeinden
- der Bund Freier evangelischer Gemeinden in Deutschland
- der Bund Freikirchlicher Pfingstgemeinden
- die Christian Science
- die Christengemeinschaft
- die Evangelisch-methodistische Kirche
- die Heilsarmee
- die Kirche Jesu Christi der Heiligen der Letzten Tage (Mormonen)
- die Neuapostolische Kirche
- die Selbständige Evangelisch-Lutherische Kirche (SELK)
- die Siebenten-Tags-Adventisten
- die orthodoxen Kirchen
- die Zeugen Jehovas

### Weltanschauungsgemeinschaften
- der Bund für Geistesfreiheit Bayern
- der Humanistische Verband in Bayern, Niedersachsen und Nordrhein-Westfalen sowie die Humanisten Baden-Württemberg

Die genannten Gemeindebünde, Kirchen und Weltanschauungsgemeinschaften finanzieren ihre Arbeit durch freiwillige Mitgliedsbeiträge.

## Kirchensteuer als Sonderausgabe
Die gezahlte Kirchensteuer ist gemäß § 10 Abs. 1 Nr. 4 EStG als Sonderausgabe vom Gesamtbetrag der Einkünfte abziehbar. Das Bundesministerium der Finanzen hat die dadurch verursachten Steuermindereinnahmen für das Jahr 2018 mit 3,88 Mrd. Euro prognostiziert (26. Subventionsbericht der Bundesregierung, 23. August 2017).

## Kirchensteuer durch den Arbeitgeber auch für Nichtmitglieder
Im Falle der Pauschalbesteuerung zahlt der Arbeitgeber pauschal 2, 20 oder 25 % Steuern (§ 40a EStG). Hierauf wird, so der Arbeitgeber nicht vorab widerspricht, neben dem Soli auch je zur Hälfte katholische und evangelische Kirchensteuer erhoben, unabhängig von der Mitgliedschaft des Empfängers oder des Unternehmers. Ein Widerspruch ist nur möglich, wenn der Leistungsempfänger nicht Kirchenmitglied ist und der Arbeitgeber das nachweist. (BFH, 30. November 1989 - I R 14/87, BStBl II 1990, 993).

## Kirchensteuereinnahmen und deren Bedeutung für den kirchlichen Haushalt
Im Jahr 2004 betrug das Kirchensteueraufkommen in Deutschland:
- Katholische Kirche: 4.158,0 Mio. Euro[39]
- Evangelische Kirche: 3.689,0 Mio. Euro[40]
- Alt-Katholische Kirche: 2,9 Mio. Euro[41]

Je nach der kirchlichen Einheit liegen die Einnahmen aus Kirchensteuer zwischen 60 % und 85 % des jeweiligen Haushalts.

## Kirchensteueraufkommen
| Jahr     | Evangelische Kirche | Katholische Kirche |
| Jahr     | Millionen DEM       | Millionen DEM      |
| -------- | ------------------- | ------------------ |
| 1967     | 1600                | 1233               |
| 1968     | 1700                | 1363               |
| 1969     | 1900                | 1548               |
| 1970     | 2200                | 1597               |
| 1971     | 2700                | 2215               |
| 1972     | 3100                | 2643               |
| 1973     | 3600                | 3162               |
| 1974     | 4000                | 3584               |
| 1975     | 3500                | 3005               |
| 1976     | 3800                | 3426               |
| 1977     | 4200                | 3814               |
| 1978     | 4300                | 3839               |
| 1979     | 4400                | 4009               |
| 1980     | 4839                | 4619               |
| 1981     | 4815                | 4726               |
| 1982     | 4937                | 4839               |
| 1983     | 5540                | 5004               |
| 1984     | 5078                | 5110               |
| 1985     | 5567                | 5713               |
| 1986     | 5778                | 5786               |
| 1987     | 6245                | 6304               |
| 1988     | 6485                | 6507               |
| 1989     | 6782                | 7105               |
| 1990     | 6508                | 6791               |
| 1991     | 7620                | 7866               |
| 1992     | 8427                | 8744               |
| 1993     | 8386                | 8666               |
| 1994     | 8235                | 8496               |
| 1995     | 8382                | 8673               |
| 1996     | 7946                | 8136               |
| 1997     | 7588                | 7853               |
| 1998     | 7798                | 8420               |
| 1999     | 8275                | 8944               |
| 2000     | 8312                | 9164               |
| Jahr     | Millionen EUR       | Millionen EUR      |
| 2001     | 4080                | 4500               |
| 2002     | 4080                | 4443               |
| 2003     | 4012                | 4498               |
| 2004     | 3689                | 4158               |
| 2005     | 3650                | 4107               |
| 2006     | 3884                | 4388               |
| 2007     | 4199                | 4804               |
| 2008     | 4586                | 5225               |
| 2009     | 4360                | 5056               |
| 2010     | 4256                | 4942               |
| 2011     | 4380                | 4918               |
| 2012     | 4624                | 5198               |
| 2013     | 4842                | 5460               |
| 2014     | 5077                | 5691               |
| 2015     | 5365                | 6096               |
| 2016     | 5454                | 6156               |
| 2017     | 5671                | 6437               |
| [00]2018 | 5790                | 6643               |

## Die Kirchensteuer in der Kritik
Die Kirchensteuer (als Annexsteuer) ist die bekannteste Form der Kirchenfinanzierung und wird aus unterschiedlichen Gründen kritisiert. Die Kritik bezieht sich sowohl auf die Steuer als Instrument der Kirchenfinanzierung an sich als auch auf eine Reihe ihrer Auswirkungen und die Folgen ihrer Handhabung in den staatlichen und kirchlichen Raum hinein. So schließt die Kritik die sonstigen Staatsleistungen an die Kirchen ein.

### Kritik aus staatskirchenrechtlicher Perspektive
In der Bundesrepublik Deutschland geriet die Kirchensteuer 1973 infolge der „Freiburger Thesen“ Freie Kirche im Freien Staat des sogenannten „Kirchen-Papiers“ der FDP in die Diskussion, da von der Partei die Trennung von Staat und Kirche und damit die Ersetzung des staatlichen Kirchensteuereinzugs durch ein kircheneigenes Beitragssystem gefordert wurde. In abgeschwächter Form finden sich diese Forderungen noch heute im Programm der FDP. Ähnliche Positionen wurden früher von der Partei Die Grünen formuliert. Auch Die Linke lehnt sowohl die grundgesetzliche Verankerung der Kirchensteuer als auch deren staatlichen Einzug ab. Außerhalb der Politik vertreten unter anderem der Internationale Bund der Konfessionslosen und Atheisten e. V. (IBKA), die Humanistische Union sowie der Humanistische Verband Deutschlands eine Ablehnung der Kirchensteuer.
- Das Kirchensteuerprivileg widerspreche trotz seiner grundgesetzlichen Verankerung der ebenfalls grundgesetzlich festgelegten Trennung von Staat und Kirche, also der weltanschaulichen Neutralität des Staates.
- Das Hoheitsrecht der Kirchen, als Körperschaften des öffentlichen Rechts Steuern zu erheben, diskriminiere andere Religions- und Weltanschauungsgemeinschaften, die diesen Status entweder nicht erwerben können oder aus Glaubensgründen nicht erwerben wollen. Dieser Kritik entgegen steht allerdings, dass genannter Status grundsätzlich auch anderen Gemeinschaften offenstände.
- Die Anbindung der Kirchensteuer an die Lohn- und Einkommensteuer fordert von allen abhängig Beschäftigten, auf der Lohnsteuerkarte ihren Konfessionsstatus anzugeben. Darin wird ein Verstoß gegen die negative Religionsfreiheit gesehen.
- § 10 Abs. 1 Nr. 4 EStG gestattet die unbegrenzte steuerliche Absetzbarkeit der gezahlten Kirchensteuer als Sonderausgabe. Laut Subventionsbericht der Bundesregierung hat dies die „Begünstigung anerkannter Religionsgesellschaften und ihnen gleichgestellter Religionsgemeinschaften aus kirchenpolitischen und sozialpolitischen Erwägungen“ zum Ziel. Kirchensteuer erhebende Religionsgemeinschaften sollen, so die Kritik, durch diese Regelung gegenüber anderen gesellschaftlichen Gruppen mit grundgesetzlich verankerter Relevanz, zum Beispiel Parteien und Gewerkschaften, bevorzugt sein. Spenden und Mitgliedsbeiträge an diese Organisationen sind freilich bis zu einer Höhe von 20 % des Bruttojahreseinkommens mit gleicher Wirkung abzugsfähig und damit gleichsam subventioniert (siehe § 10b Abs. 1 EStG).
- Die Abzugsfähigkeit der Kirchensteuer und der dadurch verbundene Steuerverzicht des Staates stelle eine erhebliche Subvention der Kirchenmitglieder und damit mittelbar der Kirche dar, für 2007 zum Beispiel in Höhe von fast 33 % des Kirchensteueraufkommens.

Zahlen für 2007:
Kirchensteueraufkommen in Deutschland Gesamt: 9002,94 Mio. Euro
davon von Kirchenmitgliedern getragen: 5952,94 Mio. Euro (67,1 %)
davon durch Verringerung der Einkommensteuer von allgemeinen Steuergeldern getragen: 2960 Mio. Euro (32,9 %)
Dieser Kritik wird von kirchlicher Seite entgegengehalten, dass die kirchliche Arbeit zu einem großen Teil auch Konfessionslosen oder Angehörigen anderer Religionsgemeinschaften zugutekäme und in ihrer Wirkung nicht auf Mitglieder beschränkt sei.
- Die „fiktive“ Kirchensteuer: Bis zum Jahr 2004 wurde bei allen, auch den konfessionslosen Beziehern von Arbeitslosengeld, Arbeitslosenhilfe, des Vorruhestands- und Unterhaltsgeldes sowie des Kurzarbeiter- und Schlechtwettergeldes ein Abschlag in Höhe der „fiktiv“ anfallenden Kirchensteuer vom Arbeitslosengeld vorgenommen. Allerdings kam der Betrag den Kirchen nicht zugute. Die Kritik sah darin eine „Verquickung von Staat und Kirche“, denn die „einbehaltene Kirchensteuer“ wurde als „gewöhnlich anfallender Entgeltabzug“ bezeichnet. Erst mit der Neuregelung von ALG II ab 1. Januar 2005 ist diese Regelung entfallen.

In der Literatur wurden zuletzt neue Zweifel – nicht generell an der Kirchensteuer, sondern an einzelnen Erhebungsformen – aufgeworfen. Dies betrifft zum einen die Lohnkirchensteuer (Teil des Verfahrens ELStAM) und zum anderen die Kirchensteuer auf Abgeltungssteuer (KIStA). Der Vorwurf einer verfassungswidrigen Ausgestaltung der Verfahren, in deren Rahmen auch die Beteiligung des Bundeszentralamts für Steuern kritisiert wird, bleibt offen. Eine gerichtliche Klärung dazu steht noch aus.

### Kritik aus innerkirchlicher Perspektive
Von kirchlichen Gruppen werden zusätzlich folgende Kritikpunkte angeführt:
- Der Steuercharakter dieser Finanzquelle verschleiere, dass es sich bei ihr um einen persönlichen Mitgliedsbeitrag bei einer Glaubensgemeinschaft handelt.
- Der staatliche Einzug der Kirchensteuer lasse die Kirchen als staatliche Einrichtungen erscheinen.
- Die Anbindung der Kirchensteuer an die Lohn- und Einkommensteuer lasse die Kirchensteuer an den Ungerechtigkeiten und Verwerfungen dieser Steuerart teilhaben. Des Weiteren würden die Kirchen abhängig von der jeweiligen Wirtschafts-, Steuer- und Arbeitsmarktpolitik des Staates und von den Tarifpartnern.
- Nur ungefähr ein Drittel der Kirchenmitglieder trage per Kirchensteuer zur Finanzierung der Kirchen bei.
- Der staatliche Kirchensteuereinzug begünstige und verfestige bestimmte Kirchenstrukturen, die Entmündigung der Gemeinden und die Etablierung und das Wuchern einer gesamtkirchlichen Bürokratie.
- Auch würden die einzelnen Gemeinden nicht aufgrund der Spendenbereitschaft der Gemeindemitglieder finanziert oder unterhalten. Das Personal der Gemeinde müsse sich daher nicht um die finanzielle und organisatorische Ausstattung der Gemeinde kümmern.
- Die Einrichtung der Kirchensteuerkappung bevorzuge Besserverdienende ungerechtfertigterweise.

Innerhalb der evangelischen und der katholischen Kirchenleitung war und ist die Kirchensteuer jedoch weitgehend unumstritten, da das System eine verlässliche und umfangreiche Finanzierung der kirchlichen Arbeit ermöglicht.
Die Kritik aus innerkirchlicher Perspektive wurde römisch-katholischerseits von einzelnen Theologen wie Horst Herrmann, in neuerer Zeit Paul Zulehner, und von verschiedenen kirchenkritischen Gruppen vorgetragen, darunter der „Bensberger Kreis“, der „Verein zur Umwidmung von Kirchensteuern e. V.“, die „Initiative Kirche von unten“ (IKvu), der „Aktionskreis Halle“ und die „Kirchenvolksbewegung Wir sind Kirche“.
Es wird auch auf das Dokument „Gaudium et Spes“ des Zweiten Vatikanischen Konzils hingewiesen, in dem es verbindlich heiße, die Kirche setze ihre Hoffnung nicht auf Privilegien, die ihr von der staatlichen Autorität angeboten werden. Sie werde sogar auf die Ausübung von legitim erworbenen Rechten verzichten, wenn feststehe, dass durch deren Inanspruchnahme die Lauterkeit ihres Zeugnisses infrage gestellt sei, oder wenn veränderte Lebensverhältnisse eine andere Regelung fordern.
Innerhalb der römisch-katholischen Kirche wird über ein System der Kirchenfinanzierung für den Fall nachgedacht, wenn die Kirchensteuer nicht mehr trage. So regte der Bischof von Eichstätt Gregor Maria Hanke 2019 eine Diskussion darüber an, wie sich die Kirche finanzieren werde, wenn die Kirchensteuer einbreche.
Auf evangelischer Seite war es zum Beispiel der „Bund gegen Kirchensteuermissbrauch e. V. Bremen“ oder der Priener Pfarrer Karl-Friedrich Wackerbarth vom „Gemeindebund Bayern“, die das System kritisierten. Der Dietrich-Bonhoeffer-Verein erarbeitete in den letzten Jahren einen Reformvorschlag („Kultursteuer und Sozialsteuer statt staatlicher Kirchensteuereinzug“). Karl Martin stellte diesen Vorschlag in seiner Publikation „Abschied von der Kirchensteuer“ vor.

## Kirchensteuer in anderen Staaten
- international
- Österreich
- Schweiz

### Geschichtliche Entwicklung
- Gerhard Hartmann: Kirchensteuer. In: Historisches Lexikon Bayerns.

### Zahlen und Fakten
- Elster: Übersicht über länderunterschiedliche Werte in der Lohnsteuer-Anmeldung 2009
- Gesetzestexte und Gerichtsurteile etc. zum Kirchenrecht betreut vom Institut für Kirchenrecht und Rheinische Kirchenrechtsgeschichte der Universität zu Köln
- Manon Priebe: Wofür gibt die Kirche die Kirchensteuer aus? Mit weiterführenden Links; abgerufen am 31. Dezember 2013
- Kirche und Geld. Deutsche Bischofskonferenz
- Ansgar Hense: Aktuelle Erläuterungen zur Kirchenfinanzierung. (pdf, 279 kB) 22. September 2010, archiviert vom Original am 15. April 2016 (Stellungnahme für die deutsche Bischofskonferenz).
- Kirchensteuerordnung der Alt-Katholischen Kirche in Baden-Württemberg
- Kirchensteuerordnung des Bistums der Alt-Katholiken im Land Hessen
- Informationsplattform zum Kirchensteuerrecht, u. a. mit allen Bestimmungen
- Finanzministerium Rheinland-Pfalz: Fragen und Antworten: Die Kirchensteuer

### Kritik an der Kirchensteuer
- Dieter Potzel / Bürgerbewegung Mehr Geld für den Bürger: Thema: Kirchenfinanzen